# Geobacter
Geobacter is een bacteriegeslacht dat behoort tot de Proteobacteria. De bacterie heeft geen zuurstof nodig om te ademen en heeft eigenschappen die nuttig zijn voor bioremediatie. Geobacter was het eerste organisme met de mogelijkheid om organische bestanddelen en metalen te oxideren.

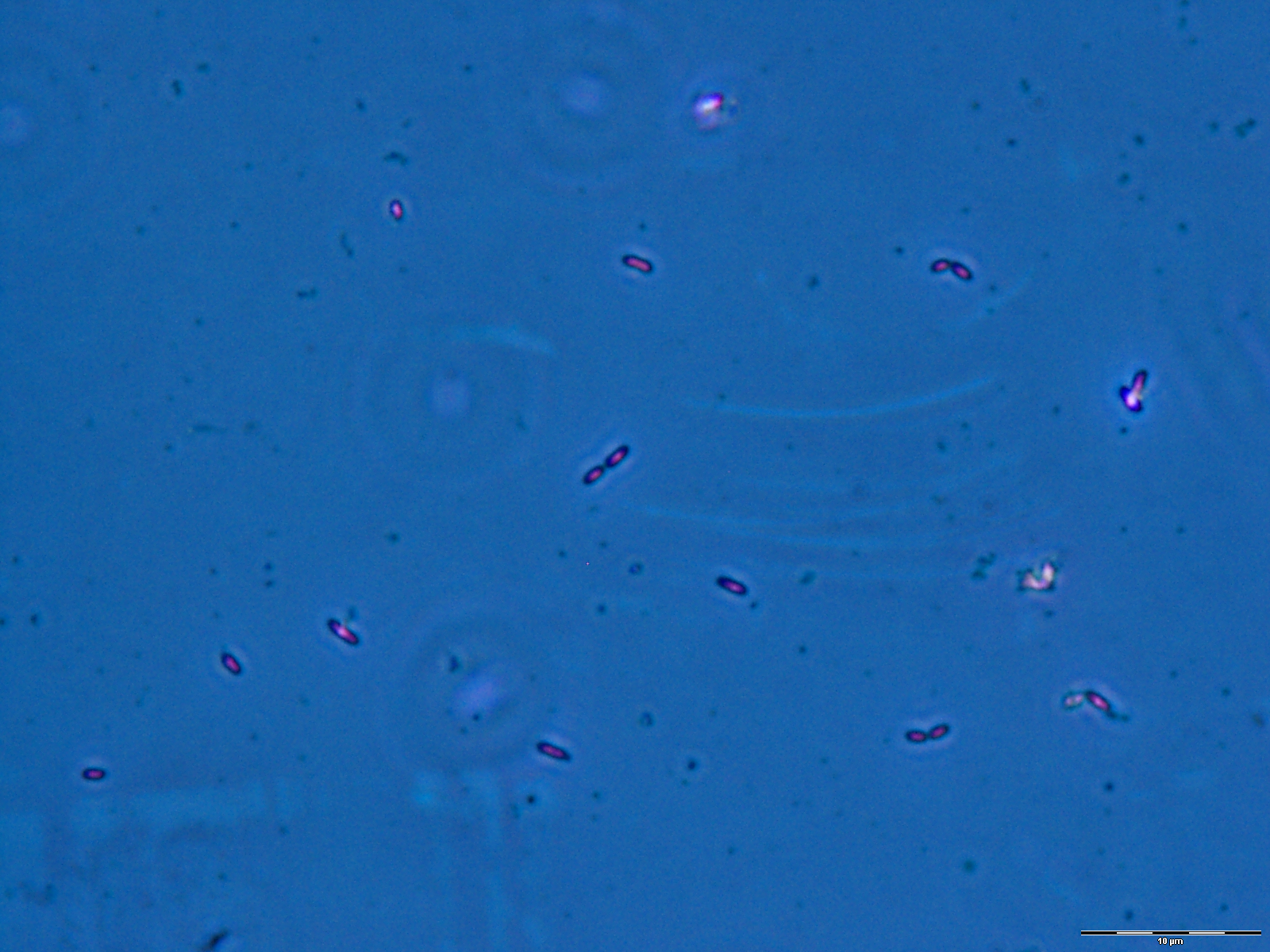
Geobacter sulfurreducens

De bacterie is in staat om afvalproducten om te zetten in elektriciteit. Gemodificeerde Geobacter-bacteriën zouden in de verre toekomst toepassing kunnen vinden in brandstofcellen.
Geobacters kunnen op een heterotrofe manier geoxideerd ijzer Fe(III) reduceren. Zij gebruiken hiervoor fermentatie producten als Acetaat-. Dit gebeurt vooral in sedimenten en in de bodem. 
Acetate- + 8 Fe3+ + 4 H2O → 2 HCO3- + 8 Fe2+ + 9 H+

## Noot
1. ↑  (en)  The Electric Microbe - The 50 best Inventions of 2009, artikel in Time, 12 november 2009.